# My Treasure Best -中島みゆき×後藤次利コレクション-
『My Treasure Best -中島みゆき×後藤次利コレクション-』（マイ トレジャー ベスト なかじまみゆき ごとうつぐとしコレクション）は、工藤静香12枚目のベスト・アルバム。2015年2月18日発売。発売元はポニーキャニオン。

## 背景
2008年の『MY PRECIOUS -Shizuka sings songs of Miyuki-』以来、約7年ぶりの新作アルバムのリリース。新作CDとしても2012年の「キミがくれたもの」以来となる。
1988年リリースのシングル「FU-JI-TSU」以降の、中島みゆきが作詞、後藤次利が作曲を担当した全ての曲を収録されている。このアルバムをリリースした経緯について、工藤は「みゆきさんファンに対して、みゆきさんの作品を廃盤のままにしておくのは申し訳ないと思った」と語っている。
ブックレットには、つのはず誠によるライナーノーツが収載されている。

## 音楽性
Disc-2に収録されている「単・純・愛 vs 本当の嘘」は本作のための新曲であり、同じく中島が作詞、後藤が作曲を担当している。中島・後藤のタッグによる新曲は、1993年リリースのアルバム『Rise me』に収録されている「他人の街」と「そのあとは雨の中」以来22年ぶり。中島は「久々の3人の出会いは心躍るものでした」と語り、後藤も「三人で作り出す高揚感は変わらないものですね」とコメントしている。

## 収録曲
- 全作詞: 中島みゆき／全作曲: 後藤次利／編曲: 後藤次利(特記以外)

### Disc-1
1. FU-JI-TSU
  - 4作目のシングル。中島が作詞・後藤が作曲した最初の作品。
2. 証拠をみせて
  - 2作目のアルバム『静香』の収録曲。
3. さよならの逆説
  - 2作目のアルバム『静香』の収録曲。
4. ブリリアント・ホワイト
  - 2作目のアルバム『静香』の収録曲。
5. 裸爪のライオン
  - 2作目のアルバム『静香』の収録曲。
  - 中島はアルバム『おとぎばなし-Fairy Ring-』でセルフカバー[4]。
6. MUGO・ん…色っぽい
  - 5作目のシングル。
7. 群衆
  - 5作目のシングルのB面。
  - 中島はアルバム『回帰熱』でセルフカバー[5]。
8. 黄砂に吹かれて
  - 8作目のシングル。
  - 中島はアルバム『回帰熱』でセルフカバー[5]。
9. 秋子
  - 8作目のシングルのB面。

### Disc-2
1. 私について
編曲: Draw4
  - 11作目のシングル。
2. TEL‥ME
編曲: Draw4
  - 11作目のシングルのB面。
3. つぎはぎのポートレイト
  - 6作目のアルバム『mind Universe』の収録曲。
4. Embrace
  - 6作目のアルバム『mind Universe』の収録曲。
5. 慟哭
コーラスアレンジ: 高尾直樹
  - 18作目のシングル。
  - 中島はアルバム『時代-Time goes around-』でセルフカバー[6]。
6. コール
コーラスアレンジ: 高尾直樹
  - 18作目のシングルのB面。
7. 他人の街
  - 8作目のアルバム『Rise me』の収録曲。
8. そのあとは雨の中
編曲: 後藤次利・高尾直樹
  - 8作目のアルバム『Rise me』の収録曲。
9. 単・純・愛 vs 本当の嘘[注釈 2] (ボーナストラック)
編曲: 松浦晃久
  - 新曲。